# Rockbox (radioprogram)
Rockbox är ett hårdrockprogram som sändes i Sveriges Radio P3 mellan 1984 och 1989, med Pär Fontander som programledare. Under 1984 och 1985, samt under en stor del av 1986 hade programmet inte någon fast sändningstid, utan återkom från och till, varvat med de två övriga hårdrocksprogram som sändes vid tiden, Hårdrock med Micke Rosengren samt Studio Skrän med Marianne Kristensson, det senare programmet i vilket även Fontander medverkade under 1984. Micke Rosengren vikarierade bitvis också i Rockbox-studion tillsammans med Kirsi Nevanti.
Från och med den 6 september 1986 fick Rockbox en fast sändningstid, som standard 45 minuter varje lördag med start 18:15. På den tiden var det bara statliga Sveriges Radio som sände radio i Sverige, och lokalradion Sveriges Radio P4 hade inte ens egna frekvenser i vissa delar av landet, så där sändes P4 över ungefär halva programtiden istället för Rockbox på P3-frekvenserna.
Pär täckte upp såväl den svenska som utländska hårdrockscenen, och programmet innehöll förutom musik även intervjuer med olika artister och grupper, samt information om kommande konserter etc. Ett återkommande inslag från och med 1988 var "Månadens LP", där lyssnarna röstade fram månadens bästa platta, från vilken sedan en låt spelades i varje program under fyra veckor. Ibland figurerade också olika typer av reportage, som till exempel i december 1988 när Jacob Dahlin medverkade för att berätta om hårdrockscenen i Sovjetunionen eller september 1989 då Kirsi Nevanti berättade om hårdrocken i Finland. I Rockbox kunde man emellanåt även höra demokassetter, och under sommarsäsongen 1988 och 1989 sändes ett antal livekonserter.
Pär lyckades under den korta tiden på 45 minuter få ihop en bra blandning av ny och gammal hårdrock, varvat med undersökande journalistik i form av lite mera djuplodande intervjuer vilka inte bara innehöll de mest självklara frågorna. Rockbox satte en klar prägel på den svenska hårdrockkulturen i Sverige under 1980-talet, där hårdrockfans kunde få kännedom om artister/grupper och evenemang i en tid då källorna till information var mera sparsamma än i det moderna internets tidevarv.
Sista programmet, runt det 175:e i ordningen, var förlängt till två timmar och sändes den 2 december 1989. Det innehöll musik, återblickar, tävlingar och gäster, bl.a. Annika Sundbaum-Melin (Aftonbladet), Leif Edling (Candlemass), Jamie Borger och Anders ”Gary” Wikström (Treat), Fia Persson (Expressen), Peter Olander och Micke Larsson (220 Volt) samt Stefan Malmquist (Svenska dagbladet). Sändningen uppmärksammades nästkommande dag bl.a. i en artikel i Expressen med rubriken 'Låt Rockbox leva!'. 
Signaturmelodierna till programmet baserades på alster från bland annat Michael Schenker Group, Malice och Vow Wow.

### Fotnoter
1. ↑  ”Svensk mediedatabas”. http://smdb.kb.se/catalog/search?q=Rockbox+typ%3Aradio&sort=OLDEST. Läst 17 april 2011.